# James Poterba
James Michael "Jim" Poterba, (* 13. července 1958 New York) je americký ekonom, od roku 1998 profesor ekonomie na Massachusetts Institute of Technology, a současný předseda představenstva a generální ředitel Národního úřadu pro ekonomický výzkum (National Bureau of Economic Research – NBER), americké privátní neziskové výzkumné organizace. Zabývá se výzkumem vlivu zdanění na rozhodnutí domácností i firem.